# هایدن لوئیس
 هایدن لوئیس (انگلیسی: Haydn Lewis؛ زاده ۲ ژانویهٔ ۱۹۸۶) یک تنیس‌باز اهل باربادوس است.